# Storm (groupe espagnol)
Pour les articles homonymes, voir Storm.
Storm, ou The Storm sur son premier album, est un groupe espagnol de hard rock, originaire de Séville, en Andalousie. Il est considéré par la presse espagnole comme le « groupe pionnier du hard rock national ».

## Histoire
Le groupe se forme en 1969, sous le nom de Los Tormentos, bien que très vite ils le changent pour le nom définitif Storm sur les conseils de leur manager, José Luis Fernández de Cordoue. Habitués des clubs de Madrid et de Barcelone, ils se font suffisamment entendre pour que le label discographique BASF enregistre leur premier LP, intitulé The Storm, qui mélange heavy metal et rock psychédélique, et alterne chansons en espagnol, en anglais et instrumentales. Le 13 décembre 1974, ils partagent l'affiche avec le groupe Queen. À cette époque, ils finissent par introduire dans leur musique des éléments rythmiques d'origine flamenco, ce qui explique que certains auteurs les incluent parmi les pionniers du rock andalou.
En 1976, le groupe se sépare en raison du service militaire que ses membres doivent effectuer, bien qu'avant la fin de l'année 1978, ils se réunissent et poursuivent leurs tournées. Ce n'est qu'en 1980 qu'ils sortent leur album suivant, El día de la tormenta, avec un changement de basse, Pedro García remplaçant Pepe Torres. Un an plus tard, en 1981, le groupe se retire définitivement.
En 2004, leur claviériste, Luis Genil, décède, et le reste du groupe donne trois concerts d'hommage à Séville, se réunissant en 2011 pour jouer au festival Rock for Palestine organisé le 25 février dans la même ville.
Ce n'est qu'en 2014 que le groupe surprend tout le monde en publiant son premier album studio contenant des inédits depuis plus de 30 ans, Trilogía. En 2022, le groupe entame une tournée spéciale 50e anniversaire.

## Discographie
- 1974 : I Don't Know / Un Señor Llamado Fernández de Córdoba (EP) (BASF)
- 1974 : I've Get to Tell Your Mama / It's Allright (EP) (BASF)
- 1974 : The Storm (album) (BASF)
- 2014 : Trilogía (album) (Arabian Rock)